# The Dave Clark Five
The Dave Clark Five (también conocido como "The DC5") fue un grupo inglés de rock and roll, de los llamados Grupos de la Invasión Británica de los años sesenta y uno de los pocos que pudieron competir con The Beatles. Su sencillo "Glad All Over" (Alegres todos otra vez) desplazó al single de The Beatles "I Want to Hold Your Hand" (Quiero estrechar tu mano) dejándolo fuera del top de las listas de éxitos del Reino Unido en enero de 1964. Llegaron al número 6 en los Estados Unidos en abril de 1964. Pero "Over And Over" (Una y otra vez) fue un sencillo número uno para el grupo en los Estados Unidos en diciembre de 1965 de acuerdo a la lista de Billboard Hot Singles.
Fueron el segundo grupo de la invasión inglesa en ser presentados en "The Ed Sullivan Show ", en marzo por dos semanas después de que The Beatles habían aparecido tres semanas en febrero de 1964. En algún momento The Dave Clark Five fueron más populares en Estados Unidos que en su país de origen, el Reino Unido, pero tuvieron un renacer en el Reino Unido entre 1967 y 1970. El grupo se separó en 1970. el 10 de marzo de 2008, la banda fue ingresada al Rock and Roll Hall of Fame (Salón de la fama del rock and roll).

## Historia
El grupo se inició como the Dave Clark Quintet en 1957. El grupo era originario de North London, el norte de Londres, siendo promocionados como la vanguardia de "Tottenham Sound" (Sonido Tottenham) una respuesta a Mersey Beat (Latido Mersey), que tenía como mánager a Brian Epstein. Dave Clark quién formó el grupo, tenía su kit de batería al frente del escenario, con los guitarristas y el órgano a los lados, Con Clark en la batería y padre de una niña llamada Laura, Dave Sanford en la guitarra, Chris Walls en el bajo, Don Vale en el piano (y arreglos) completaban el grupo.
En 1958, Sanford fue sustituido por Rick Huxley y la banda The Dave Clark Five estaba con Stan Saxon como vocalista principal, Huxley en la guitarra de acompañamiento, Roger Smedley en el píano y Johnny Johnson como guitarrista principal. Mick Ryan sustituyó a Johnson en 1958 y Jim Spencer se unió con el saxofón, mientras Smedley los dejó. Walls se fue en 1959 y Huxley pasó a tocar el bajo. Mike Smith se unió como pianista en 1960 y Lenny Davidson sustituyó a Ryan en 1961. En 1962, la banda cambió su nombre a The Dave Clark Five cuando Saxon se fue. El grupo quedó con Clark en la batería, Huxley en el bajo, Smith en el órgano y cantante principal, y Davidson como guitarrista principal, agregando a Denny Payton como tenor, barítono, así como saxofonista, armónica y guitarrista, haciendo negocios para tratar de producir sencillos que pudieran ser grabados por la banda, teniendo el control de las grabaciones master (maestras). Los créditos de los compositores eran Clark, Clark and Smith, Clark and Davidson y Clark and Payton.
The Dave Clark Five tuvieron 17 hits en Top 40 de Billboard en Estados Unidos y 12 hits en el Top 40 en el Reino Unido entre 1964 y 1967. Su cánción "Over and Over" llegó al número uno en las listas de Billboard Hot 100 de Estados Unidos en el día de Navidad de 1965, después de un descenso imprevisto en sus ventas en el Reino Unido (estaban en el lugar 45 en las listas del Reino Unido), pero tenían ventas importantes de las canciones que tocaban en sus giras por los Estados Unidos. The Dave Clark Five fue el primer grupo británico en invadir con giras el territorio estadounidense y tuvieron 18 apariciones en el show de Ed Sullivan, el mayor número que ninguno otro grupo de la invasión británica. El éxito continuó con temas al estilo Merseybeat como Because, (Porque), Bits and Pieces, (Pedacitos y piezas).
Después del gran éxito de la película de The Beatles "A Hard Day's Night" (La noche de un día difícil) en 1964, la banda lanzó su propia película en 1965 titulada Catch Us if You can (Atrápanos si puedes) dirigida por John Boorman, teniendo como protagonista a Barbara Ferris y lanzada en los Estados Unidos como "Having a Wild Weekend" (Teniendo un salvaje fin de semana). El corto film Hits en acción hicieron brillar la serie de hits de Dave Clark Five. Luego, después de 1967, su éxito inicial, donde se incluyó una película y un especial de televisión, con éxitos mayores en los Estados Unidos como You Got What It Takes (Tienes lo que se necesita), la banda tuvo varios éxitos substanciales en el Reino Unido entre el período de 1967-1970. Canciones de ese período fueron "Inside and Out" (Adentro y afuera), "Maze of Love" (Laberinto de amor) y "Live in the Sky" (Vivir en el cielo) (Esta última actualmente cita directamente a The Beatles) "All You Need is Love" (Todo lo que necesitas es amor). Luego, la popularidad del grupo comenzó a decaer. El comienzo de la era musical de la psicodelia supondría una dura prueba para Dave Clark Five que no pudieron superar y en 1970 el grupo se separó. No obstante, alcanzarían a lanzar singles exitosos como Nineteen Days (19 días), además de tres sencillos en las listas del Reino Unido en ese año, dos de los cuales llegaron al Top Ten. En 1970 Davidson, Huxley y Payton se fueron y Alan Parker y Eric Ford se unieron como la guitarra principal y el bajo. Esta alineación fue renombrada "Dave Clark & Friends, hasta el año de 1973.
Entre 1978 y 1993, ninguno de sus integrantes tuvieron el propósito de realizar una presentación formal, y dado que Clark tenía los derechos, rechazó que el grupo hiciera grabaciones. En 1993 un sencillo del CD "Glad All Over Again", producido por Dave fue lanzado por EMI en la Gran Bretaña. Después de 1989 Disney Channel reproyectó el show de los años 1960 Ready Steady Go! (El cual Clark era el dueño) lo que originó un acuerdo con Disney, dueña de Hollywood Records para evitar problemas en 1993 para un doble CD "History of the Dave Clark Five". Ningún material de ese CD podía ser utilizado legalmente hasta el 2008, cuando la compilación de "Hits" fue lanzada por Universal Music en el Reino Unido. En el 2009 las selecciones del grupo fueron liberadas por iTunes.

## Después de la ruptura
Dave Clark fue también mánager y productor de sus grabaciones. Posterior a la ruptura con el grupo, Clark formó una mediana compañía. Durante el proceso, adquirió los derechos de las series Ready Steady Go! de los años 1960's. Adicionalmente escribió y produjo en 1986 en Londres, una etapa musical Time - The Musical y el privilegio de dirigir la última presentación de Sir Laurence Olivier. La producción recibió críticas favorables y presentó puestas en escena únicas para un teatro electrónico y mecánico. La producción fue vista por un millón de personas. Un álbum en forma de disco doble de vinilo fue liberado en conjunto con el equipo de producción y presentando la música grabada por Julian Lennon, (cantando la canción de los DC5's "Because"), Freddie Mercury, Stevie Wonder, Cliff Richard, Ashford & Simpson y Olivier, seleccionaron los diálogos. Este doble álbum fue digitalizado, remasterizado y liberado por iTunes en mayo de 2012.
Mike Smith lanzó un CD en el 2000 titulado It's Only Rock & Roll y regresó a una presentación en el 2003 después de una ausencia de 25 años. Formó con Mike Smith, "Rock Engine" y tuvo dos minitours en el Reino Unido. En 2003, Mike Smith perdió a su único hijo en un accidente y semanas más tarde sufrió una caída en su casa en España quedando confinado a un hospital tras sufrir lesiones graves en la espina dorsal que le inutilizaron las piernas para siempre y le dejaron con poca movilidad en los brazos (paraplejia). Finalmente, Mike Smith murió en Londres el marzo de 2008, unas semanas antes de que el grupo ingresara al Salón de la Fama del Rock and Roll.
Dennis Payton murió el 17 de diciembre de 2006 a los 63 años de edad después de una larga batalla contra el cáncer. Rick Huxley murió de enfisema pulmonar el 11 de febrero de 2013 a los 72 años. Len Davidson enseña guitarra por muchos años en la escuela en Cambridgeshire, donde vive.

## Ingreso al Salón de la Fama del Rock and Roll
The Dave Clark Five estuvieron en la lista de nominados del 2008 y el 13 de diciembre de 2007 se hizo el anuncio que el grupo sería ingresado al Rock And Roll Hall of Fame el 10 de marzo de 2008. Al grupo fue ingresado Tom Hanks, quién escribió, dirigió y sembró estrellas en la película "That Thing You Do! que trataba acerca de una banda que tenía un único hit en Estados Unidos siendo popular en el despertar de la invasión Británica.
Asistiendo con tres miembros de los sobrevivientes del grupo DC5 fueron las familias de Lenny Davidson y Rick Huxley y dos de los hijos de Denis Payton. Mike Smith había planeado asistir pero falleció once días antes del ingreso. Dave Clark habló durante la ceremonia de aceptación mencionando que se sentía como si fuera un Oscar. Davidson mencionó cuando llegaron a New York para la ceremonia el 8 de marzo, exactamente 44 años después de su primera presentación en "The Ed Sullivan Show"
Joan Jett honró a The Dave Clark Five presentando "Bits and Pieces" con la banda de John Mellencamp. También cantaron "Glad and Over" uniendo Jett con John Fogerty, John Mellencamp, Billy Joel y otros artistas que se presentaron en este evento.
El 28 de marzo de 2008 una colección de 28 hits fue liberada en iTunes: The Dave Clark Five: The Hits.

## Personal
The Dave Clark Five estuvo integrado por:
- Dave Clark (nacido David Clark el 15 de diciembre de 1942, Tottenham, North London, Inglaterra) Batería.
- Mike Smith (nacido Michael George Smith el 6 de diciembre de 1943, North Middlesex Hospital, Edmonton, North London y murió el 28 de febrero de 2008, en Aylesbury, Buckinghamshire) vocalista y teclados.
- Lenny Davidson (nacido Leonard Arthur Davidson el 30 de mayo de 1944 Enfield, Middlesex) (ex The Off Beats, The Impalas) guitarra principal.
- Rick Huxley (nacido Richard Huxley el 5 de agosto de 1940, Livingstone Hospital, Dartford, Kent, murió el 11 de febrero de 2013) (ex Tje Riverside Blues Boys, The Spon Valley Stompers), tocaba el bajo.
- Denis Payton (nacido Dennis Archibald West Payton el 11 de agosto de 1943, Walthamstow. East London y murió el 17 de diciembre de 2006 en Bournemomouth, Dorset) (ex The Renegades, The Less Heath Combo, The Blue Dukes, The Mike Jones Combo) Tenor y barítono, saxofones, armónica y guitarra.

## Éxitos
Los éxitos de The Dave Clark Five en las listas del Top Ten (1963-1967) en el Reino Unido fueron los siguientes:
- "Glad all Over" (N°1 por 2 semanas del 14 de febrero de 1964)
- "Bits and Pieces" (N°2 en marzo de 1964)
- "Can't You See That She's Mine" (N°10 en junio de 1964)
- "Catch Us If You Can" (N°5 en agosto de 1965)
- "Everybody Knows" (N°2 en noviembre de 1967)
- The Red Balloon" (N°7 en octubre de 1968)
- "Good Old Rock'n'Roll" (N°7 en enero de 1970)
- "Everybody Get Together (un cover de la versión "Get Together", The Chet Powers' canción popularizada por Tje Youngbloods en los Estados Unidos) la cual llegó al número 8 en abril de 1970.

Los éxitos de The Dave Clark Five en las listas de Billboard de los Estados Unidos, fueron los siguientes:
- "Glad all Over" (N°6 en abril de 1964)
- "Bits and Pieces" (N°4 en mayo de 1964)
- "Can't You See That She's Mine" (N°4 en julio de 1964)
- "Because" (N°4 agosto/septiembre de 1964)
- "Anyway You Want It" (N°14 de diciembre de 1964)
- "I Like It Like That" (N°7 en julio de 1965)
- "Catch Us If You Can" (N°4 en octubre de 1965)
- "Over and Over" (N°1 el 25 de diciembre de 1965)
- "You Got What It Takes (N°7 en mayo de 1967)

Los éxitos de The Dave Clark Five en las listas canadienses de sencillos y escuchadas en RPM Magazine en 1964 incluyen:
- "Because" (N°3 septiembre de 1964)
- "Everybody Knows" (N°21 en noviembre de 1964)
- "Anyway You Want It" (N°7 de enero de 1965)
- "Come Home" (N°6 en marzo de 1965)
- "Reelin' & Rockin" (N°19 en mayo de 1965)
- "I Like It Like That" (N°3 en julio de 1965)
- "Catch Us If You Can" (N°5 en septiembre de 1965)
- "Over and Over" (N°1 el 25 de diciembre de 1965)
- "At the Scene" (N°1 de marzo de 1966)
- "Try Too Hard" (N°5 en mayo de 1966)
- " Please Tell Me Why" (N°5 en julio de 1966)
- "Satisfied With You" (N°32 en septiembre de 1966)
- "Nineteen Days" (N°23 en noviembre de 1966)
- "I've Got To Have A Reason" (N°31 en febrero de 1967)
- "You've Got What It Takes" (N°7 en mayo de 1967)
- "You Must Have Been A Beatiful Baby" (N°37 en julio de 1967)
- "Red and Blue" (N°42 en diciembre de 1967)

## Discografía
- Glad All Over (1964)
- The Dave Clark Five Return (1964)
- American Tour (1965)
- Coast To Coast (1965)
- Weekend In London (1965)
- Having A Wild Weekend (1965)
- I Like It Like That (1965)
- The Dave Clark Five's Greatest Hits (1966)
- Try Too Hard (1966)
- Satisfied With You (1966)
- More Greatest Hits (1966)
- 5 By 5 (1967)
- You Got What It Takes (1967)
- Everybody Knows (1968)
- The Dave Clark Five (2LP) (1971)
- Glad All Over Again (2LP) (1975)